# Euphorbia lugardae
Euphorbia lugardae es una especie fanerógama perteneciente a la familia de las euforbiáceas. Es endémica de Sudáfrica, Botsuana y Zimbabue.

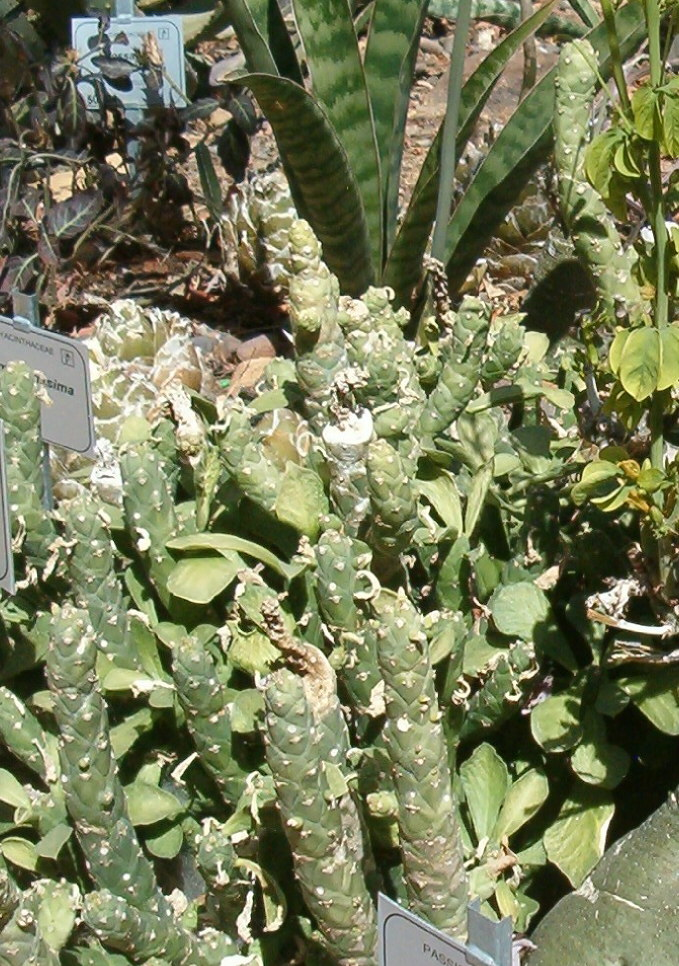
Vista de la planta

## Descripción
Es una especie suculenta  con tallo cilíndrico y carnoso.

## Taxonomía
Euphorbia lugardae fue descrita por (N.E.Br.) Bruyns y publicado en Taxon  55: 413. 2006.
Sinonimia
- Monadenium lugardae N.E.Br. 1909: 138 (1909).[2][3]

Etimología
Euphorbia: nombre genérico que deriva del médico griego del rey Juba II de Mauritania (52 a 50 a. C. - 23), Euphorbus, en su honor – o en alusión a su gran vientre –  ya que usaba médicamente Euphorbia resinifera. En 1753 Carlos Linneo asignó el nombre a todo el género.
lugardae: epíteto otorgado en honor de Charlotte Eleanor Lugard. pintora y esposa del botánico inglés Edward James Lugard (1865 - 1944)